# Afrique du Sud-Japon en rugby à XV
Cet article présente l'historique des confrontations entre l'équipe d'Afrique du Sud et l'équipe du Japon en rugby à XV. Les deux équipes s'affrontent pour la première fois lors de la Coupe du monde 2015. À l'occasion de cette rencontre, l'équipe du Japon crée un exploit historique en battant les Springboks, alors grands favoris (34-32).

## Confrontations
| No | Date              | Lieu                                    | Match                  | Score   | Compétition                                   |
| -- | ----------------- | --------------------------------------- | ---------------------- | ------- | --------------------------------------------- |
| 1  | 19 septembre 2015 | Community Stadium, Brighton, Angleterre | Afrique du Sud – Japon | 32 – 34 | Coupe du monde 2015 (poule B)                 |
| 2  | 6 septembre 2019  | Kumagaya, Japon                         | Japon – Afrique du Sud | 7 – 41  | Match de préparation à la Coupe du monde 2019 |
| 3  | 20 octobre 2019   | Stade Ajinomoto, Tokyo, Japon           | Afrique du Sud – Japon | 26 – 3  | Coupe du monde 2019 (quart de finale)         |